# Paretimologia
In linguistica, la paretimologia (composto moderno dei due termini greci παρά para, “contro”, e ἐτυμολογία etymología, "studio del vero significato delle parole") o etimologia popolare (calco dal tedesco Volksetymologie) è il processo con cui una parola viene reinterpretata sulla base di somiglianze di forma o di significato con altre parole, deviando dalla forma o dal significato originario.

In senso lato, si può intendere con lo stesso termine anche un'etimologia errata o falsa, più propriamente pseudoetimologia.

## Paretimologia in senso stretto
La paretimologia si può definire come il processo linguistico attraverso il quale una parola altera la sua forma, o il suo significato, in seguito a una errata interpretazione etimologica da parte dei parlanti. Generalmente la cosa avviene quando si perde la trasparenza della parola e occorre trovare un sostegno per significato o suono a una parola che sembra averlo perso, anche cambiandone la forma stessa: 
ad esempio liquirizia deriva dall'accostamento del greco γλυκύρριζα glykýrrhiza al latino liquor, "liquido", dovuto all'idea che avesse una qualche natura acquosa. Il greco γλυκύρριζα glykýrrhiza, ha, in realtà, il significato di "radice dolce" (da γλυκύς «dolce» e ῥίζα «radice»).
Un altro esempio è il toponimo Benevento, originariamente Maleventum «ricca di mele»; ma il componente Male- fu associato presso i Romani all'aggettivo malus (cattivo) e portò a un’alterazione intenzionale del nome in Beneventum.
Un caso simile è bonaccia, dal latino malacia, a sua volta dal greco μαλακία malakía, "debolezza, mollezza"; la parte iniziale della parola, reinterpretata erroneamente come derivante da malus, fu sostituita in seguito con bonus (buono), considerato più "adatto" al significato positivo del termine stesso.

## Paretimologia  in senso lato
In senso lato, con il termine paretimologia o pseudoetimologia si può indicare anche un altro fenomeno, ossia l'invenzione di un'etimologia popolare diffusa tra la gente, grazie alla fantasia creatrice dello spirito popolare, basandosi su analogie prive di riscontro metodologico, su tradizioni locali o addirittura per motivi politico-identitari.
Bisogna prestare attenzione a queste due diverse definizioni: per paretimologia in senso stretto indichiamo un processo linguistico che contribuisce al cambiamento linguistico stesso; in senso lato, invece, si intende un tentativo popolare di spiegare fantasiosamente l'etimologia di una parola.
L'acronimo inverso può essere un caso particolare di pseudoetimologia.

## Paretimologia dotta
Le paretimologie dotte a carattere pseudolinguistico (a tutti gli effetti, pseudoetimologie) caratterizzano il metodo proprio dello studio prescientifico del linguaggio, concepito come entità immutabile e atemporale e portatore di simbologie al limite dell'oracolare. In questi casi non si ha alterazione della forma della parola, ma una semplice interpretazione forzata, a partire dalle convinzioni personali dell'erudito.
Un classico esempio di paretimologia dotta è la leggenda della fondazione di Roma da parte dell'eroe eponimo Romolo, quando in realtà è il nome di quest'ultimo a derivare da quello di Roma. Varrone fa derivare canis "cane" da canō "(io) canto" perché "Il cane canta"; Elio Stilone interpreta vulpēs "volpe" come volipēs "che vola con i piedi". Il pionierismo linguistico del tardo rinascimento e dell'età barocca produsse paretimologie in quantità. Ad esempio l'espressione a bizzeffe secondo l'umanista Paolo Minucci (1688) sarebbe derivata dal latino bis f ("due volte effe"; in realtà proveniva dall'arabo bizzāf, "molto").
La linguistica comparativa che nasce tra la metà del XIX secolo e l'inizio del XX inaugura lo studio controllabile e sistematico del linguaggio, basandosi della regolarità dei mutamenti fonetici e morfosintattici e sull'analisi della distribuzione geografica delle varianti dialettali. Le paretimologie dotte rimangono confinate a studi eccentrici o a scopi satirici. 
Del tutto scherzose sono le paretimologie della scrittrice Bianca Pitzorno, nel suo libro Parlare a vanvera: ogni racconto "svelerebbe" l'etimo di un modo di dire della lingua italiana, come ad esempio avere la stoffa del campione, filare all'inglese, o proprio parlare a vanvera, che dà il titolo alla raccolta. Tuttavia, come l'autrice avverte nella prefazione, tutti gli aneddoti riportati sono completamente inventati da lei, così come l'origine delle frasi che fanno loro da titolo. Ad esempio, il racconto Scendere a patti fa riferimento alla città di Patti in Sicilia, non alla vera etimologia della parola patto. I racconti sono dunque paretimologie intenzionali, ideate appositamente per divertire il lettore, senza alcuna pretesa di scientificità.